# Паризи, Артуро
Артуро Марио Луиджи Паризи (итал. Arturo Mario Luigi Parisi; род. 13 сентября 1940, Сан-Манго-Пьемонте, провинция Салерно, Кампания) — итальянский политик, министр обороны во втором правительстве Проди (2006—2008).

## Биография

### Ранние годы
Родился в Сан-Манго-Пьемонте 13 сентября 1940 года, детство провёл в Сассари на Сардинии. В возрасте шести лет потерял отца (тот служил в Лесном корпусе), окончил военную школу Нунциателла в Неаполе, получил высшее юридическое образование, с 1971 года преподавал социологию в Болонском университете. В 1960-е годы был вице-президентом молодёжного подразделения Католического действия, в восьмидесятых работал в издательстве il Mulino и возглавлял издаваемый им журнал.

### Партийная карьера
Паризи начал политическую карьеру в качестве сподвижника Романо Проди, войдя в 1995 году в число основателей Движения за институциональные реформы (Movimento per le riforme istituzionali), которое впоследствии выросло в коалицию «Оливковое дерево».
В 1999 году Паризи вступил в партию «Демократы» (3 декабря 1999 года возглавил её), а в 2002 году эта организация влилась в «Маргаритку». Ещё в 2001 году Паризи вошёл в число основателей этой новой левоцентристской партии, в которой был избран президентом Федеральной ассамблеи. В 2007 году «Маргаритка» наряду с несколькими другими партиями влилась в Демократическую партию, и Паризи выступил на стороне приверженцев проведения в партии предварительных выборов. Так, в 2009 году он поддержал кандидатуру Дарио Франческини на должность национального секретаря партии, но тот уступил первенство Пьеру Луиджи Берсани, набрав только 34,27 % голосов (ранее, 21 февраля того же года, Паризи соперничал с Франческини в борьбе за этот же пост и проиграл, получив поддержку только 92 делегатов национальной ассамблеи против 1047, проголосовавших за его тогдашнего соперника).

### Депутат и министр
С 17 мая 1996 по 21 октября 1998 года являлся младшим статс-секретарём аппарата первого правительства Проди со сферой ответственности в области средств информации и издательского дела.
В 1996 году был избран в Палату депутатов XIII-го созыва и до 2001 года входил во фракцию «Демократы-Оливковое дерево». В Палате XIV-го созыва с 2001 по 2006 год входил во фракцию «Маргаритки», а затем — Оливкового дерева, в 2006—2008 годах в Палате XV-го созыва состоял во фракции Демократическая партия-Оливковое дерево, а в 2008—2013 годах в Палате XVI-го созыва — во фракции Демократической партии.
С 17 мая 2006 по 8 мая 2008 года занимал кресло министра обороны во втором правительстве Проди. 2 декабря 2006 года он лично участвовал в церемонии спуска флага на базе в Насирии в день вывода последних итальянских солдат из Ирака.